# Katarina Lavtar
Katarina Lavtar (Jesenice, 23 marzo 1988) è un'ex sciatrice alpina slovena.

## Biografia
Attiva in gare FIS dal dicembre del 2003, la Lavtar ha esordito in Coppa Europa l'8 febbraio 2005 a Rogla in slalom speciale e in Coppa del Mondo il 7 marzo 2009 a Ofterschwang nella medesima specialità, in entrambi i casi senza completare la prova.
Ha debuttato ai  Campionati mondiali a Schladming 2013, dove si è classificata 27ª nello slalom speciale; l'anno dopo ai XXII Giochi olimpici invernali di Soči 2014, sua unica presenza olimpica, si è piazzata 20ª nello slalom gigante. Il 7 marzo 2014 ha ottenuto a Åre in slalom gigante il suo miglior piazzamento in Coppa del Mondo (13ª); l'anno dopo ai Mondiali di Vail/Beaver Creek 2015, sua ultima presenza iridata, si è classificata 21ª nello slalom gigante e 29ª nello slalom speciale.
La sua ultima gara in Coppa del Mondo è stata lo slalom speciale disputato a Squaw Valley l'11 marzo 2017, che non ha completato; si è ritirata al termine di quella stessa stagione 2016-2017 e la sua ultima gara in carriera è stata lo slalom gigante dei Campionati sloveni 2017, il 25 marzo a Krvavec, non completato dalla Lavtar.

## Palmarès

### Coppa del Mondo
- Miglior piazzamento in classifica generale: 88ª nel 2014

### Coppa Europa
- Miglior piazzamento in classifica generale: 48ª nel 2014

### Far East Cup
- Miglior piazzamento in classifica generale: 5ª nel 2016
- Vincitrice della classifica di supergiante nel 2016
- 13 podi:
  - 5 vittorie
  - 5 secondi posti
  - 3 terzi posti

#### Far East Cup - vittorie
| Data            | Località  | Paese         | Specialità |
| --------------- | --------- | ------------- | ---------- |
| 23 gennaio 2015 | Yongpyong | Corea del Sud | GS         |
| 26 gennaio 2015 | Yongpyong | Corea del Sud | SL         |
| 28 gennaio 2015 | Yongpyong | Corea del Sud | GS         |
| 15 marzo 2016   | Bajkal'sk | Russia        | SG         |
| 17 marzo 2016   | Bajkal'sk | Russia        | GS         |

Legenda:

SG = supergigante

GS = slalom gigante

SL = slalom speciale

### Campionati sloveni
- 8 medaglie:
  - 2 ori (supercombinata nel 2009; slalom gigante nel 2013)
  - 3 argenti (slalom gigante nel 2012; slalom gigante nel 2014; slalom speciale nel 2016)
  - 3 bronzi (slalom gigante, supercombinata nel 2011; slalom gigante nel 2016)